# Società a irresponsabilità illimitata
Società a irresponsabilità illimitata (Armação Ilimitada) è una serie televisiva brasiliana in 40 episodi trasmessi in Italia per la prima volta nel corso di una sola stagione dal 1985 al 1988 su Tele Montecarlo. Essa mischia temi come l'avventura e lo sport (in particolare il surf) e vede come interpreti principali Kadu Moliterno e André De Biase.

## Trama
Rio de Janeiro. Due giovani amici, Juba e Lula, entrambi appassionati di surf, condividono un appartamento con la giornalista Zelda Scott, di cui si innamoreranno,  e con un bambino orfano di nome Bacana.

## Personaggi e interpreti
- Juba, interpretato da Kadu Moliterno.
- Lula, interpretato da André De Biase.
- Zelda Scott, interpretata da Andrea Beltrão.
- Ronalda Cristina, interpretata da Catarina Abdala.
- Padre di Zelda, interpretato da Paulo José.
- Capo di Zelda, interpretato da Francisco Milani.
- Bacana, interpretato da Jonas Torres.

## Produzione

### Ideazione e sceneggiatura
La serie è stata ideata da Daniel Filho , che si è avvalso della collaborazione dei due attori principali, André De Biase doppiato da Alberto Caneva e Kadu Moliterno doppiato da Luciano Marchitiello. La sceneggiatura è firmata da Euclydes Marinho, Antônio Calmon, Nelson Motta e Patrícya Travassos.

### Regia
Tra i registi della serie sono accreditati:
- Guel Arraes
- Mário Márcio Bandarra
- Ignácio Coqueiro
- Jorge Fernando

## Distribuzione
La serie fu trasmessa in Brasile dal 17 maggio 1985 all'8 dicembre 1988 sulla rete televisiva Rede Globo. In Italia fu trasmessa con il titolo Società a irresponsabilità illimitata.  In Francia fu trasmessa dal 27 novembre 1986 col titolo Triangle en bermuda .

## Episodi
| Stagione       | Episodi | Prima TV Brasile |
| -------------- | ------- | ---------------- |
| Prima stagione | 40      | 1985-1988        |